# Burgena anisa
Burgena anisa là một loài bướm đêm trong họ Noctuidae.